# Huw Edwards
Pour les articles homonymes, voir Edwards.
Huw Edwards, né le 18 août 1961 à Bridgend au pays de Galles, est un ex-présentateur de télévision britannique. De 2003 à 2023 il présente le journal télévisé de 22 heures à la BBC, l'émission-phare du réseau. Il est aussi commentateur de grands événements concernant la famille royale d'Angleterre, notamment le mariage du prince William et de Catherine Middleton, le mariage du prince Harry et de Meghan Markle les funérailles de Philip Mountbatten, les funérailles de la reine Élisabeth II, et le couronnement du roi Charles III.
En juillet 2023, il est suspendu du BBC a la suite d'un scandale concernant le paiement présumé à un mineur pour des photographies explicites. Dans une autre affaire, il est condamné en septembre 2024 à six mois de prison avec sursis pour détention d'images pédopornographiques.

## Biographie
Edwards est né dans une famille galloise à Bridgend, Glamorgan. Son père est universitaire, sa mère professeur. Quand Edwards a quatre ans, la famille déménage dans un village près de Llanelli. Il est scolarisé à Llanelli Boys' Grammar School et puis il étudie le français à l'Université de Cardiff et reçoit un diplôme de première classe.
Edwards rejoint la BBC en 1984 comme stagiaire et en 1986 devient le correspondant parlementaire de la BBC au pays de Galles. Pendant les années 1990 il est le correspondant politique en chef de la BBC à Londres. En 2003, après plusieurs années comme présentateur du journal télévisé de 18 heures à la BBC, il est promu au journal de 22h. Il commente des événements
clés de l'histoire du Royaume-Uni depuis le début des années 2000, ainsi le mariage du prince William et de Catherine Middleton en 2011, l'ouverture des Jeux olympiques à Londres en 2012, les résultats du référendum sur le Brexit en 2016, le mariage du prince Harry et de Meghan Markle en 2018, la mort et les funérailles du prince Philip en 2021, le jubilé de diamant et de platine d'Elizabeth II en 2012 et 2022, la mort de la reine et ses funérailles en 2022, et le couronnement du roi Charles III en mai 2023,. Il fait partie des personnes les mieux payées de la BBC, gagnant 435 000 livres (environ 509 000 euros) en 2022. En juillet 2023 il est suspendu de la BBC après la publication par le tabloïd The Sun des allégations qu'un présentateur anonyme de la BBC avait payé 35 000 livres (environ 41 000 euros) pendant trois ans à une personne jeune, âgée de 17 ans au départ du contact, pour de photographies explicites. Quelques jours plus tard, la femme d'Edwards confirme l'identité du présentateur et dit qu'il est hospitalisé, souffrant de dépression. La police déclare qu'elle n'a pas trouvé d'éléments indiquant qu'une infraction pénale avait été commise.
Dans une autre affaire, Edwards plaide coupable en juillet 2024 à trois chefs d'accusation de détention d'images indécentes d'enfants. Le 16 septembre 2024, il est condamné à six mois de prison avec sursis et à une obligation de soins. Le 18 novembre 2024, il est accusé d'avoir harcelé sexuellement un jeune adolescent . 

## Vie privée
Edwards est marié avec Vicky Flind, productrice à la BBC et à ITV, avec qui il a cinq enfants. Ils habitent à Dulwich en Londres. Edwards pratique la boxe.

## Distinctions
- Best Onscreen Presenter à six reprises, la dernière fois en 2010[9]
- 2023 : Fellow of the Learned Society of Wales